# Sanktus Huré
Sanktus Huré, fr. Saintin Huré (ur. 1765 w Vigny pod Rouen, zm. 2 września 1792 w Saint-Germain-des-Prés) – francuski błogosławiony Kościoła katolickiego, prezbiter.
Był kapłanem w diecezji Versailles. Gdy w rewolucyjnej Francji nasiliło się prześladowanie katolików, 10 sierpnia został aresztowany w Paryżu podczas pobytu u swojego brata. Więziony początkowo lochach merostwa, przewieziony został następnie do opactwa Saint-Germain-des-Prés. Zginął z rąk tłumu, który wcześniej wymordował przewożonych z merostwa do opactwa więźniów, w czasie masakr wrześniowych.
Wspominany jest w dzienną rocznicę śmierci.
Sanktus Huré został beatyfikowany 17 października 1926 wraz z 190 innymi męczennikami francuskimi przez papieża Piusa XI.